# Составной оператор
Составной оператор — конструкция языка программирования, состоящая из нескольких команд (операторов) языка программирования, но участвующая в программе в качестве единого оператора.

## Определение
Понятие составного оператора появилось в языке программирования Алгол. Введённые в этом языке структурные операторы (ветвление, цикл) были организованы таким образом, что в них могла использоваться только одна команда языка. Чтобы не ограничивать программиста, в язык было введено понятие составного оператора: любой набор операторов, размещённый между ключевыми словами begin и end, с точки зрения транслятора становился одной командой (оператором) и мог использоваться в любом месте программы, где следует использовать один оператор.

## Примеры использования
Понятие составного оператора было унаследовано языком Паскаль и множеством других языков программирования, основанных на Алголе. В Паскале условный оператор if, циклы while и for требуют в качестве ветвей и тела один оператор, поэтому при необходимости разместить в ветвях условного оператора или теле цикла несколько команд используются составные операторы:
```
if
 
условие
 
then
 

  
begin
  
{ начало составного оператора }

    
...
 
{ несколько операторов }

  
end
 
{ конец составного оператора }

else

  
begin
  
{ начало составного оператора }

    
...
 
{ несколько операторов }

  
end
;
 
{ конец составного оператора }

while
 
условие
 
do
 

  
begin
  
{ начало составного оператора }

    
...
 
{ несколько операторов }

  
end
;
 
{ конец составного оператора }

for
 
переменная
 
:=
 
значение
1
 
to
 
значение
2
 
do

  
begin
  
{ начало составного оператора }

    
...
 
{ несколько операторов }

  
end
;
 
{ конец составного оператора }

```

В языке Си составной оператор ограничивается фигурными скобками, что сокращает текст программы, но принципиально не отличается от Паскаля и Алгола:
```
if
 
(
условие
)
 

  
{
  
// начало составного оператора 

    
...
 
// несколько операторов 

  
}
 
// конец составного оператора 

else

  
{
  
// начало составного оператора 

    
...
 
// несколько операторов 

  
}
 
// конец составного оператора

while
 
(
условие
)
 

  
{
  
// начало составного оператора 

    
...
 
// несколько операторов 

  
}
 
// конец составного оператора

do

  
{
  
// начало составного оператора 

    
...
 
// несколько операторов 

  
}
 
// конец составного оператора 

while
 
(
условие
);

for
 
(
инициализация
;
 
условие
;
 
оператор
)

  
{
  
// начало составного оператора 

    
...
 
// несколько операторов 

  
}
 
// конец составного оператора

```

## Отказ от составных операторов
В ряде языков программирования отказались от использования составных операторов. В них в любых синтаксических конструкциях предусматривается возможность использования нескольких операторов, записываемых последовательно, в результате необходимости в специально организованных составных операторах нет. Тем не менее, даже в таких языках некоторые элементы, например, тела процедур и функций, фактически являются составными операторами, хотя и не называются так.